# Chrysophyllum pauciflorum
Chrysophyllum pauciflorum – gatunek drzew należących do rodziny sączyńcowatych. Jest gatunkiem występującym w Ameryce Południowej, w obszarze Karaibów, głównie na Portoryko.